# Porphyra
Porphyra es un género de las algas rojas de cerca de 70 especies. Viven en la zona intermareal, comúnmente entre el intermareal superior y la zona de rompimiento de las olas. 

## Morfología
El thallus o talo, es una hoja foliosa, de una o dos células de espesor, y su rango de tamaño entre unos pocos centímetros y tres metros, según la especie. Las hojas surgen individualmente desde un pequeño fijador discoidal. Las células basales tienen rizoides
La morfología de las hojas varía de orbicular a lineal, con márgenes suaves, dentados o arrugados. Uno o dos cloroplastos estrellados con un gran pirenoide central por célula. 

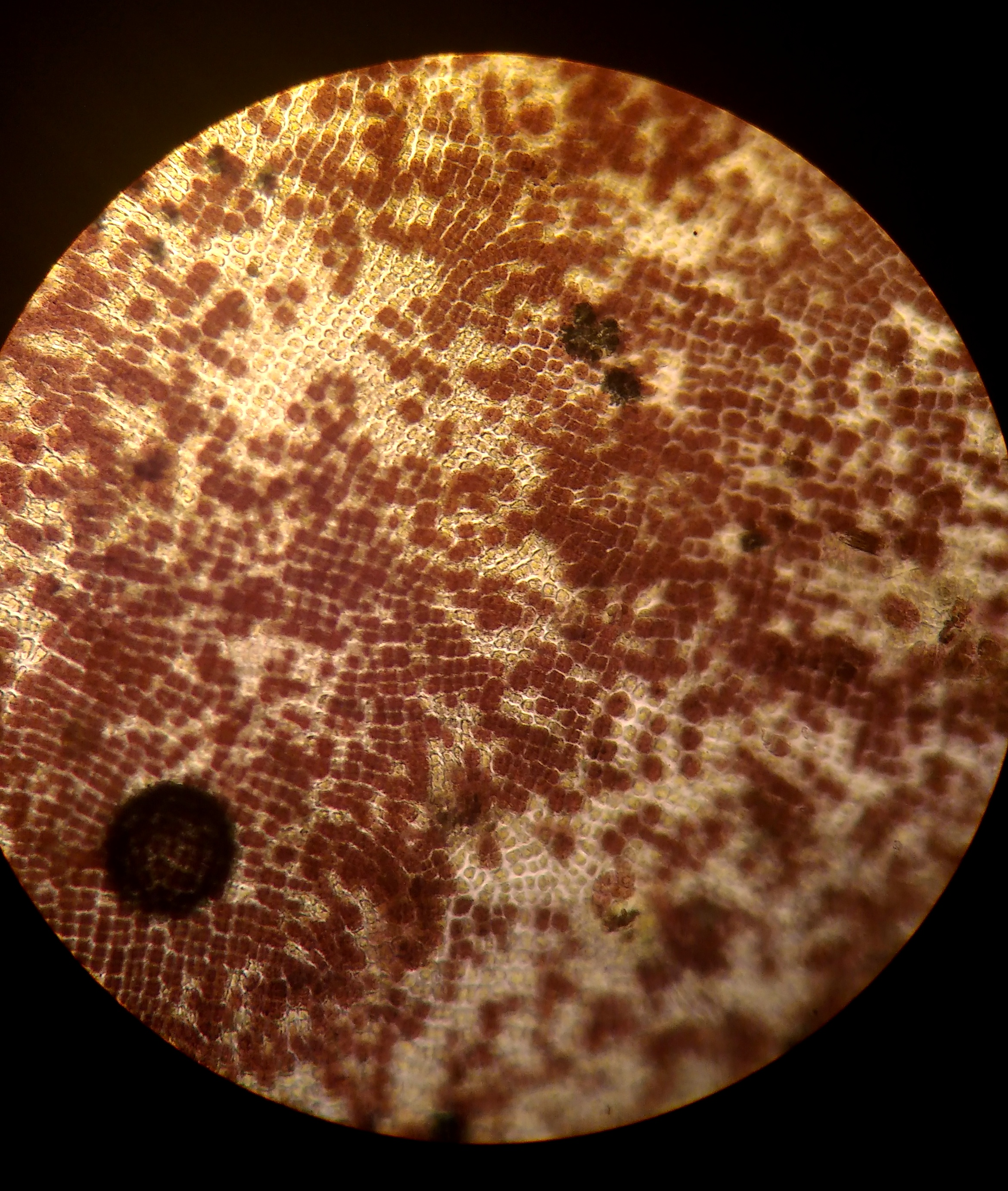
Corte de un talo de Porphyra observado en el microscopio óptico donde se logran apreciar los carpoesporangios (2n) y espermatangios(n). Las zonas más oscuras indican la presencia de carpoesporangios(2n), mientras que las zonas claras corresponden a los espermatangios(n).

## Ciclo de vida
Muestra una alternación heteromórfica de generaciones. El thallus que vemos es la generación haploide, se puede reproducir asexualmente mediante la formación de esporas que crecen para replicar el thallus original. También puede reproducirse sexualmente. Tanto los gametos masculinos como femeninos, son formados en el thallus. Los gametos femeninos, mientras todavía están en el thallus, son fertilizados por los gametos masculinos liberados, los que son inmóviles. 
El carposporangio fertilizado, ahora diploide (2n), produce esporas (carposporas) que se establecen, taladran conchas, germinan y forman un estado filamentoso, que se pensó originalmente que correspondía a una especie distinta y fue denominada Conchocelis rosea. Ahora se sabe que es el estado diploide de Porphyra. Las esporas se producen luego de la meiosis, que al ser liberadas y cuando se asientan en un sitio apropiado, se convierten en la planta que conocemos como Porphyra. che

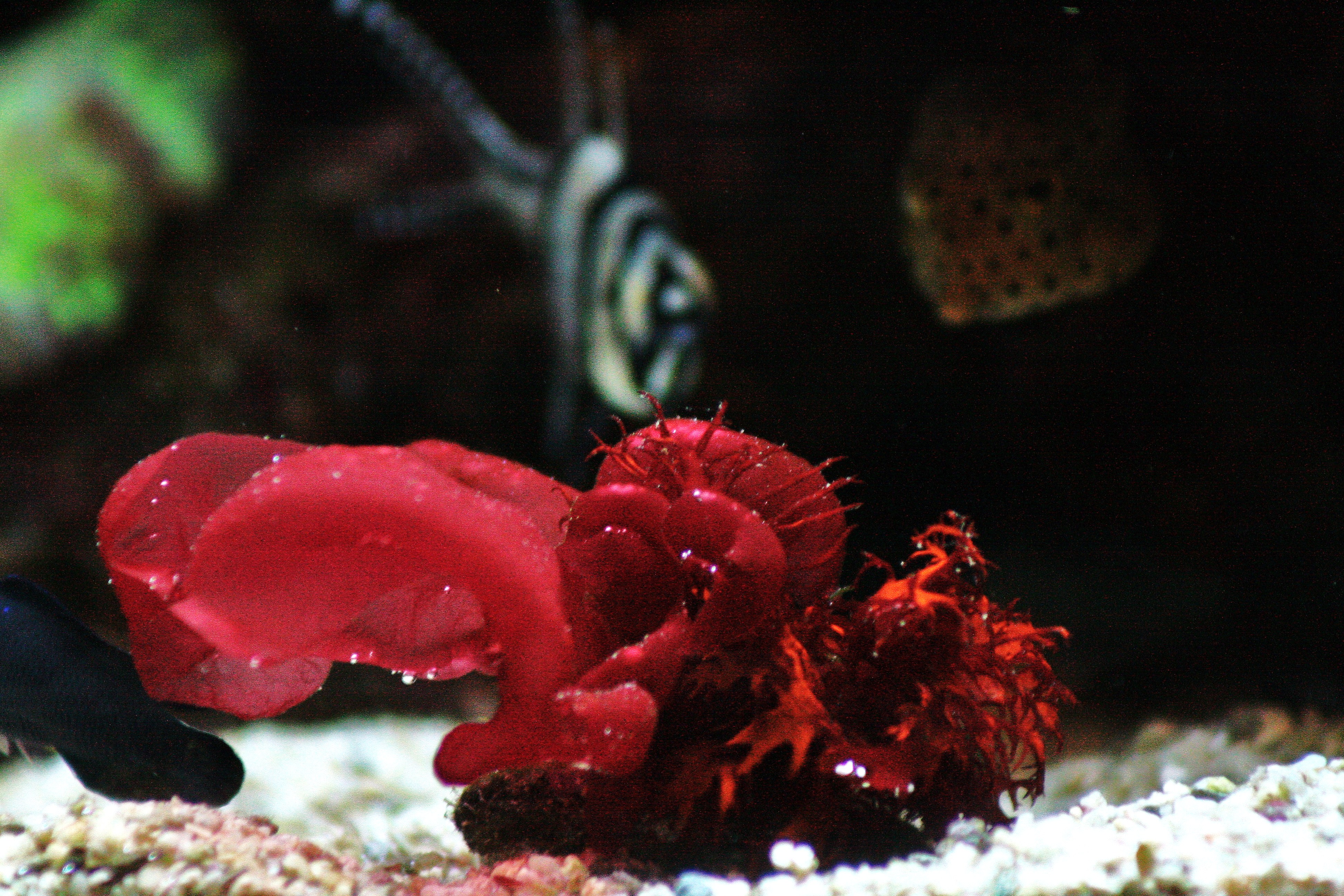
Fases haploide (izqda.) y diploide (dcha.) de Porphyra

## Especies

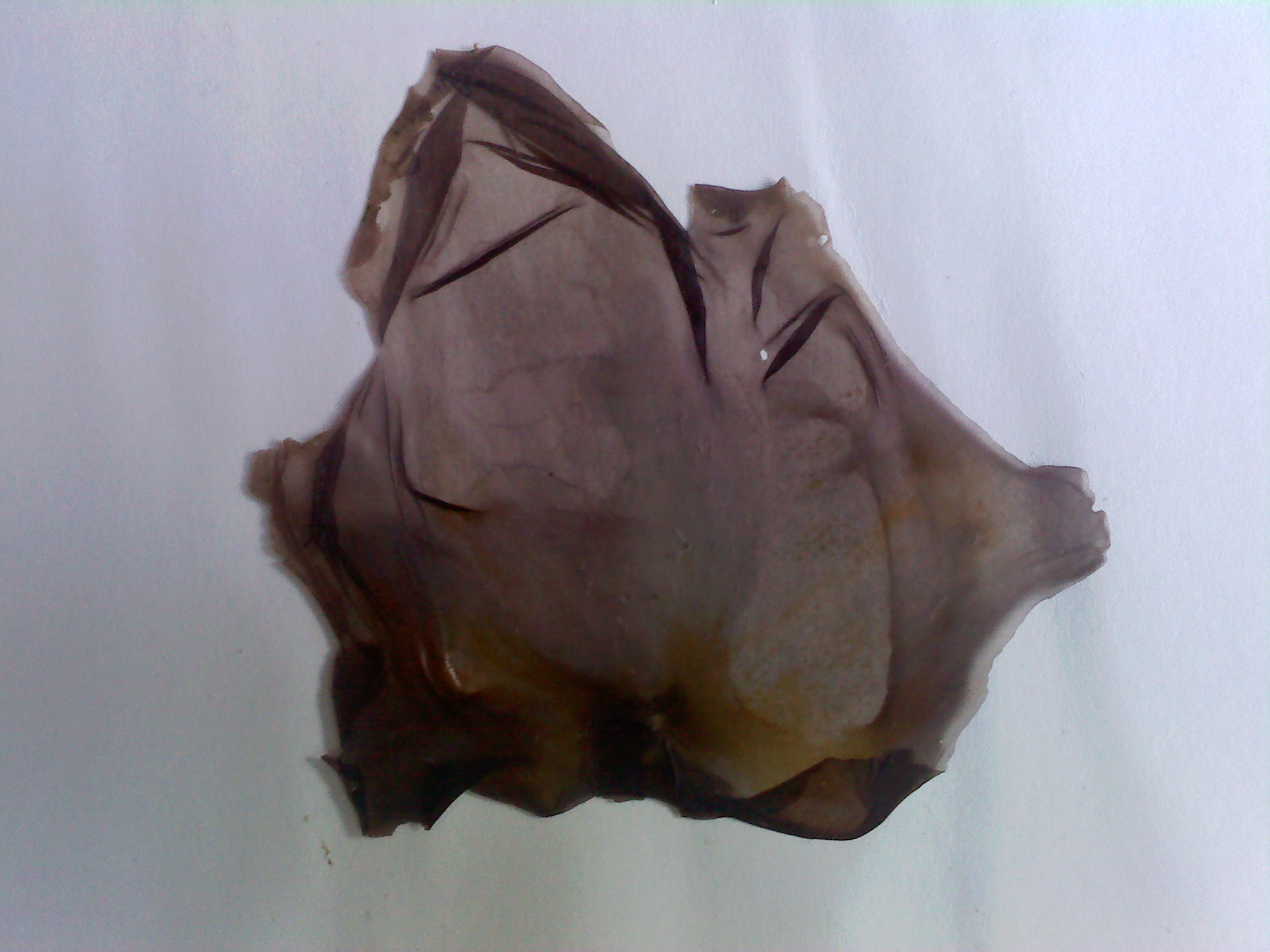
Porphyra umbilicalis

El género Porphyra ha sido objeto de revisión recientemente, basándose en análisis moleculares que han concluido en el traslado de muchas de sus especies a géneros nuevos o existentes, como el género Pyropia, que ha recibido a P. tenera, P. yezoensis o P. haitanensis, hasta entonces en Porphyra, y como especies muy populares, al ser comestibles por el ser humano.
El Registro Mundial de Especies Marinas, WoRMS, en inglés, acepta las siguientes especies de Porphyra:
- Porphyra akasakae. A.Miura, 1977
- Porphyra angusta. Okamura & Ueda, 1932
- Porphyra argentinensis. M.L.Piriz, 1981
- Porphyra atropurpurea. (Olivi) De Toni, 1897
- Porphyra augustinae. Kützing, 1843
- Porphyra autumnalis. Zanardini, 1860
- Porphyra bangiaeformis. Kützing, 1849
- Porphyra bulbopes. (Yendo) Ueda, 1932
- Porphyra capensis. Kützing, 1843
- Porphyra carnea. Grunow, 1889
- Porphyra ceramicola. (Lyngbye) P.L.Crouan & H.M.Crouan, 1867
- Porphyra ceylanica. J.Agardh, 1883
- Porphyra chauhanii. C.Anil Kumar & M.V.N.Panikkar, 1995
- Porphyra corallicola. H.Kucera & G.W. Saunders, 2012
- Porphyra cordata. Meneghini, 1844
- Porphyra cucullata. De Notaris, 1865
- Porphyra delicatula. Welwitsch
- Porphyra dentimarginata. Chu Chia-yen & Wang Su-chuan, 1960
- Porphyra dioica. J.Brodie & L.M.Irvine, 1997
- Porphyra drachii. Feldmann, 1981
- Porphyra drewiae .M.K.Elias, 1966
- Porphyra grateloupicola. P.L.Crouan & H.M.Crouan, 1878
- Porphyra grayana. Reinsch, 1875
- Porphyra guangdongensis. C.K.Tseng & T.J.Chang, 1978
- Porphyra helenae. A.D.Zinova, 1948
- Porphyra hospitans. Zanardini, 1855
- Porphyra inaequicrassa. L.P.Perestenko, 1980
- Porphyra indica. V.Krishnamurthy & M.Baluswami, 1984
- Porphyra ionae. R.W.Ricker, 1987
- Porphyra irregularis. E.Fukuhara, 1968
- Porphyra kanyakumariensis. V.Krishnamurthy & M.Baluswami, 1984
- Porphyra laciniata. C.Agardh, 1824
- Porphyra ledermannii. Pilger, 1911
- Porphyra linearis. Greville, 1830
- Porphyra lucasii. Levring, 1953
- Porphyra maculosa. E.Conway, 1976

| - Porphyra malvanensis. Anilkumar & P.S.N.Rao, 2005 - Porphyra marcosii. P.A.Cordero, 1976 - Porphyra marginata. C.K.Tseng & T.J.Chang, 1958 - Porphyra martensiana. Suhr, 1840 - Porphyra microphylla. Zanardini, 1860 - Porphyra microphylla. Reinsch, 1878 - Porphyra minima. P.Crouan & H.Crouan, 1842 - Porphyra minor. Zanardini, 1847 - Porphyra monosporangia. S.Wang & J.Zhang, 1980 - Porphyra mumfordii. S.C.Lindstrom & K.M.Cole, 1992 - Porphyra njordii. P.M.Pedersen, 2011 - Porphyra nobilis. J.Agardh, 1883 - Porphyra nobilis. De Notaris, 1846 - Porphyra ochotensis. Nagai, 1941 - Porphyra okamurae. Ueda, 1932 - Porphyra okhaensis. H.V.Joshi, R.M.Oza & A.Tewari, 1992 - Porphyra oligospermatangia. C.K.Tseng & B.F.Zheng, 1981 - Porphyra plocamiestris. R.W.Ricker, 1987 - Porphyra pujalsiae. Coll & E.C.Oliveira, 1976 - Porphyra pulchra. Hollenberg, 1943 - Porphyra punctata. Y.Yamada & H.Mikami, 1956 - Porphyra purpurea. (Roth) C.Agardh, 1824 - Porphyra reniformis. Meneghini, 1849 - Porphyra rizzinii. Coll & E.C.Oliveira, 1976 - Porphyra roseana. M.A.Howe, 1928 - Porphyra segregata. (Setchell & Hus) V.Krishnamurthy, 1972 - Porphyra sericea. (Wulfen) J.Agardh, 1883 - Porphyra tenuissima. (Strömfelt) Setchell & Hus, 1900 - Porphyra tristanensis. Baardseth, 1941 - Porphyra umbilicalis. Kützing, 1843 - Porphyra umbilicata. Ruprecht, 1850 - Porphyra violacea. J.Agardh, 1899 - Porphyra vulgaris. Kützing, 1843 - Porphyra woolhouseae. Harvey, 1863 - Porphyra yamadae. Yoshida, 1997 |

## Distribución
Cosmopolita, se distribuye por todos los continentes, desde aguas polares a tropicales, incluyendo las templadas. Según las especies, hay breves fases foliosas, o haploides, de verano o invierno; siendo probablemente perennes las fases diploides de todas las especies.